# Hrabstwo Davie
Hrabstwo Davie (ang. Davie County) – hrabstwo w stanie Karolina Północna w Stanach Zjednoczonych.

## Geografia
Według spisu z 2000 roku obszar całkowity hrabstwa obejmuje powierzchnię 267 mil2 (691,53 km²), z czego 265 mil2 (686,35 km²) stanowią lądy, a 2 mile2 (5,18 km²) stanowią wody. Według szacunków United States Census Bureau w roku 2012 miało 41 433 mieszkańców. Jego siedzibą administracyjną jest Mocksville.

### Miasta
- Advance (CDP)
- Bermuda Run
- Cooleemee
- Mocksville